# Leucochrysa guataparensis
Leucochrysa guataparensis là một loài côn trùng trong họ Chrysopidae thuộc bộ Neuroptera. Loài này được de Freitas & Penny miêu tả năm 2001.